# 原子炉スクラム

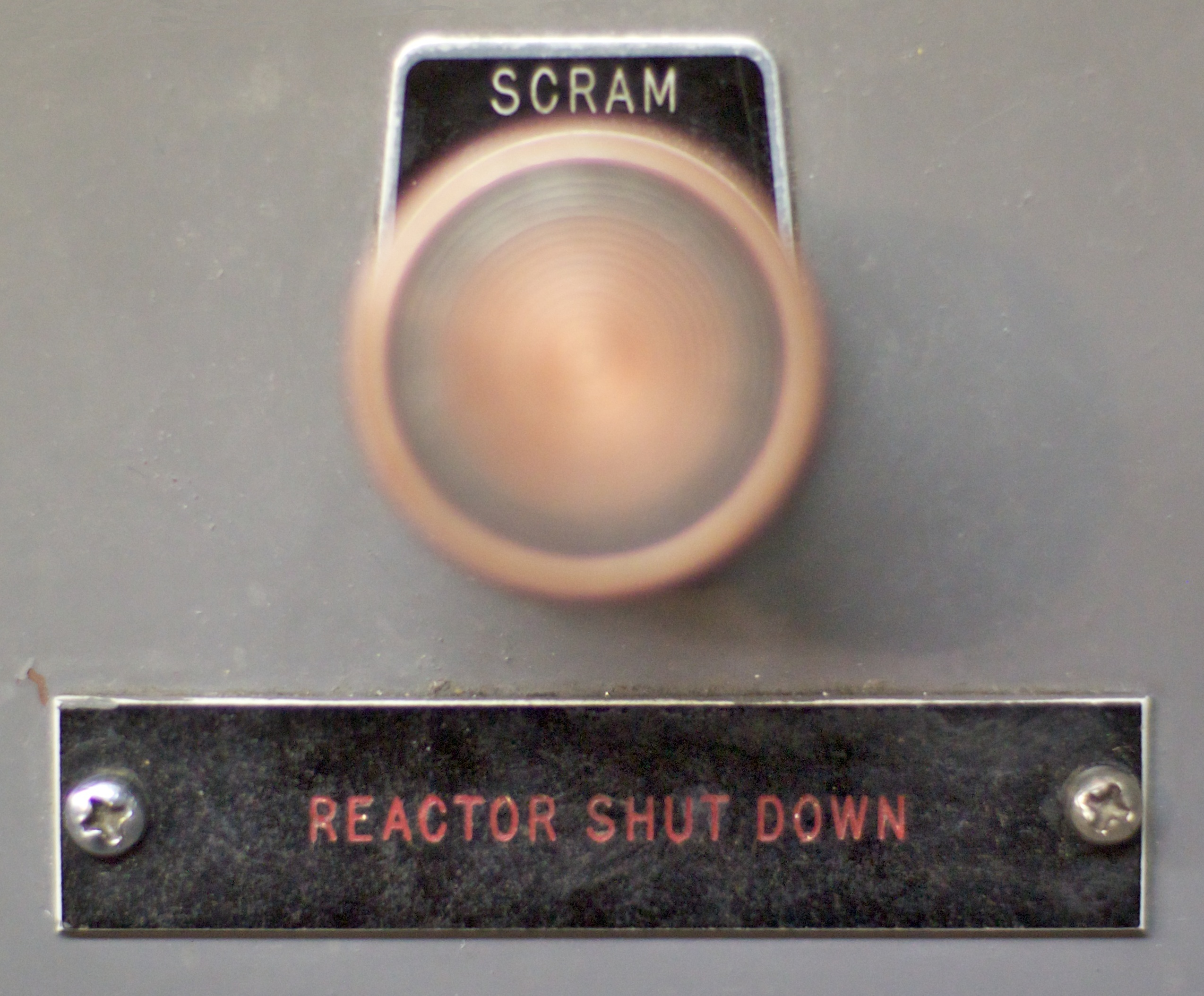
EBR-Iのスクラムボタン

原子炉スクラム（げんしろスクラム、英: reactor scram）またはスクラム (英: scram, SCRAM) とは、原子炉が緊急停止した状態、または、原子炉を緊急停止させることである。加圧水型原子炉では、原子炉トリップ（げんしろトリップ、英: reactor trip）ということがある。多くの場合、スクラムは、通常の原子炉の停止手順の一部でもある。

## 仕組み
すべての原子炉で、スクラムは大きな負の反応度を加えることによって達せられる。軽水炉では、型式によって挿入する方法は異なるが、炉心に中性子を吸収する制御棒を挿入することで達せられる。加圧水型原子炉では、制御棒は自重と強いスプリング（ばね）の力に逆らって、モーターの力で炉心の上に保たれている。そして、モーターへの電力の供給を遮断することによって、制御棒を挿入する。ほかの設計では、自動制御棒挿入、または電力供給の瞬時の遮断があっても、制御棒を保持するために、電磁石を使用している。スクラムは、すぐに（多くの原子炉での実験結果によれば、4秒未満で）制御棒をモーターから切り離し、自重とスプリングによって炉心に挿入することで、可能な限りすばやく原子炉を停止させる。沸騰水型原子炉では、制御棒は原子炉圧力容器の下部から挿入する。この場合、蓄圧タンクを用いた水圧制御装置は、電力供給の遮断時にすばやく4秒以内で制御棒を挿入するための力を供給する。典型的な大型の沸騰水型原子炉は制御棒が185本ある。加圧水型原子炉と沸騰水型原子炉には、主停止系が迅速かつ十分に作動しなかったときに制御棒を挿入する後備停止系（これに加えてしばしば第三の停止系）がある。
水溶性中性子吸収材は、軽水炉の原子炉停止系でも使われている。スクラムの後、原子炉（またはその一部）の（依然として重要である）停止余裕がないときは、運転員は冷却材の中に中性子吸収材を含む水溶液を直接注入することができる。中性子吸収材は、四ホウ酸ナトリウム(ホウ砂)、ポリホウ酸ナトリウム、ホウ酸、または硝酸ガドリニウムのような中性子を吸収する化学物質を含む水溶液で、反応度の減少を引き起こす。これにより、制御棒を使用せずに原子炉を停止することができる。加圧水型原子炉では、中性子吸収材水溶液は逆止弁を介して一次冷却系につながっている（アキュムレータと呼ばれる）蓄圧タンクに貯められている。中性子吸収材の様々な水準は、常に一次冷却水の中で保たれている。そして、すべての制御棒を挿入することに失敗したときに、アキュムレータを使うことでこの水準を増加させることにより、すぐに原子炉の停止余裕を確保する。沸騰水型原子炉では、水溶性中性子吸収材は、ホウ酸水注入系 (英: Standby Liquid Control System) から得る。これには、冗長バッテリー駆動噴射ポンプ、または、最新の型式では、どのような圧力にも逆らって原子炉圧力容器に中性子吸収材水溶液を注入するための高圧窒素ガスを使う。中性子吸収材は原子炉の再起動を遅らせるかもしれないので、ホウ酸水注入系は制御棒の挿入が失敗したときに原子炉を停止するためだけに用いる。この懸念は、とりわけ沸騰水型原子炉では重要で、ホウ素化合物の水溶液の注入は、燃料被覆管に固体ホウ素化合物の析出を引き起こし、この析出した固体ホウ素化合物を取り除くまでは、原子炉の再起動は妨げられるだろう。
多くの原子炉の設計では、原子炉の停止手順は、完全に制御棒を挿入する最も信頼性の高い方法として、また、停止作業をしている時、または、し終わった後に、誤って停止作業を撤回する可能性を防ぐことができる方法として、制御棒を挿入するためにスクラムを用いている。
いくつかの現代の原子力艦は、スクラムに加えて、自動で数秒間、高速に内部に向かってモーターを動かす能力がある原子力発電用原子炉を搭載している。これにより、モーターから離れずに、炉心へ制御棒を短い距離だけ駆動させる。この「高速挿入」により、とても重要な原子力艦は、商業用発電所と比べてすぐに再起動する準備ができている状態で原子炉の一部分を停止する。

## 原子炉の応答
原子炉内の多くの中性子は、核分裂によって直接できた高速中性子（即発中性子）である。高速中性子は、高速度で移動するので、捕獲される前に減速材のほうに逃れるだろう。平均して、中性子が、減速材によって、核分裂反応をすることができるほど十分に遅くなるまでに、約13 μsかかる。これにより、中性子吸収材の挿入で原子炉にすばやく影響を与えることができる。結果として、一度原子炉がスクラムになったら、原子炉の出力は、ほとんど瞬時に大幅に低下する。しかし、典型的な原子炉で発生するごく一部（約0.65%）の中性子は、核分裂生成物の放射性崩壊に由来する。この低速度で発生する遅発中性子は、原子炉が停止する速度を制限する。

### 崩壊熱
スクラムで、原子炉は、核分裂生成物の崩壊によって長時間（100時間を超えて）熱出力を保つ。この熱出力は、停止直後には通常運転時の熱出力の約7%である。原子炉は常に一定の出力を保つわけではなく、正確な出力は、スクラムをした時の炉心の中の個々の核分裂生成物の半減期と濃度による。この熱は、核分裂生成物の崩壊に伴って減少する崩壊熱によって生み出される。

## 語源

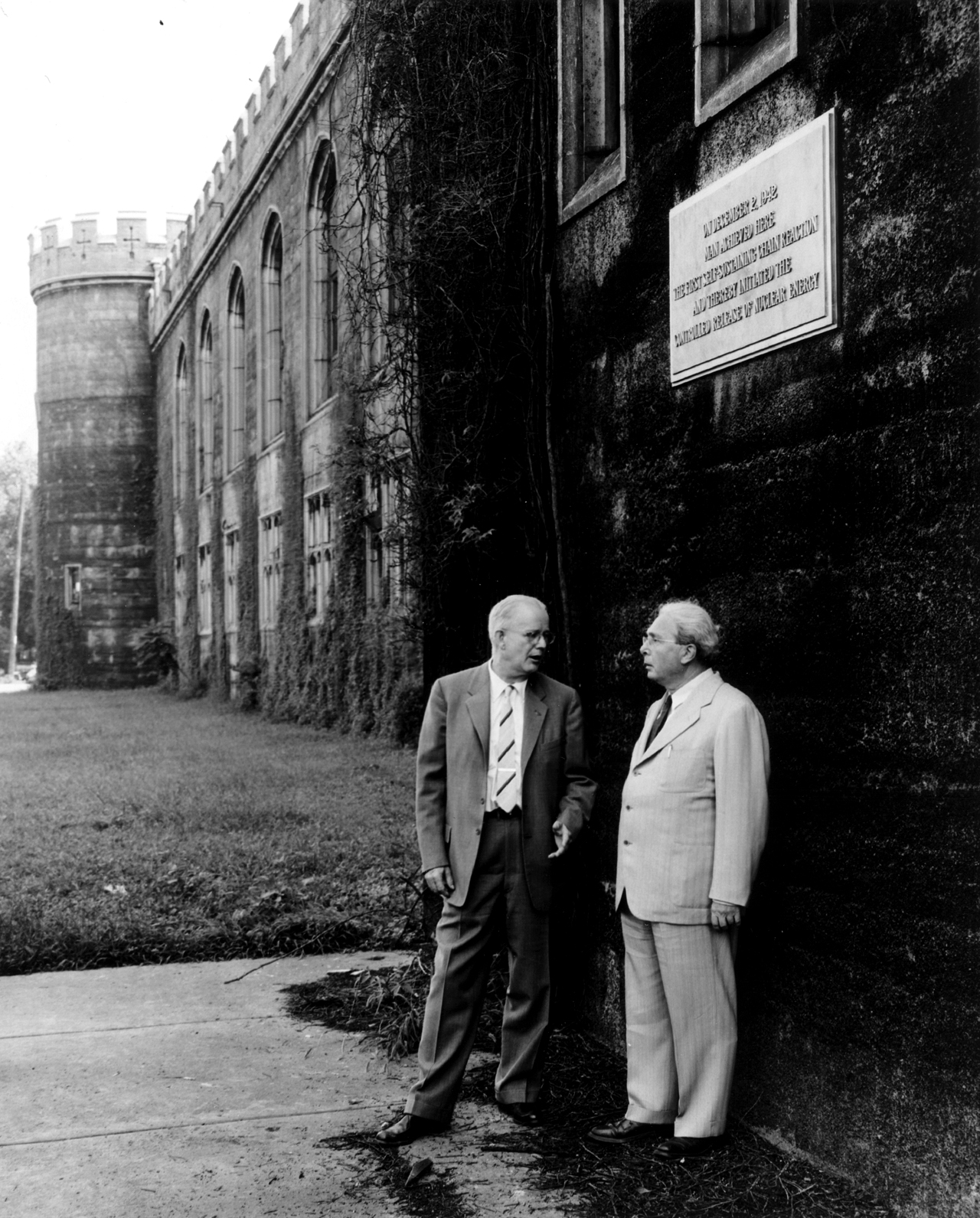
最初に原子核分裂の連鎖反応を自身で維持した場所であるスタッグ・フィールドでのNorman Hilberry（左）とレオ・シラード。

Scramは、ふつうsafety control rod axe manの頭字語であるとされる。しかし、Scramは、恐らくバクロニムである。最初の連鎖反応を起こした実際のaxe manは、Norman Hilberryである。Dr. Raymond Murray（1981年1月21日生）に宛てた手紙で、Norman Hilberryは次のように書いた。
When I showed up on the balcony on that December 2, 1942 afternoon, I was ushered to the balcony rail, handed a well sharpened fireman's ax and told, "if the safety rods fail to operate, cut that manila rope." The safety rods, needless to say, worked, the rope was not cut... I don't believe I have ever felt quite as foolish as I did then. ...I did not get the SCRAM [Safety Control Rod Axe Man] story until many years after the fact. Then one day one of my fellows who had been on Zinn's construction crew called me Mr. Scram. I asked him, "How come?" And then the story.私が1942年12月2日の午後にバルコニーへ着くと、バルコニーのレールへ連れて行かれ、よく研がれている消防士用の斧を渡されて、「もし安全棒が働かなかったら、あのマニラロープを切れ。」と命じられた。言うまでもなく安全棒は動作し、ロープを切ることはなかった……私があの時ほど馬鹿げていると感じたことは後にも先にもなかっただろう。……私はその後、長い年月が経つまでthe SCRAM [Safety Control Rod Axe Man]の話を知らなかった。ある日、当時Zinn (Walter Zinn) の建設クルーだった同僚の一人が、私をMr. Scramと呼んだ。私は彼に「どうして（そう呼ぶのか）。」と尋ねた。そして、話を知った。
アメリカ合衆国原子力規制委員会は矛盾した情報を与える。その用語集は次のようなSCRAMの語源を支持する。
Also known as a “reactor trip,” “scram” is actually an acronym for “safety control rod axe man,” the worker assigned to insert the emergency rod on the first reactor (the Chicago Pile) in the United States.“reactor trip”としても知られている“scram”は実際に合衆国で最初の原子炉（シカゴ・パイル）の上の緊急棒を入れることを命じられた労働者である“safety control rod axe man”の頭字語である。
しかし、2011年5月17日、アメリカ合衆国原子力規制委員会の歴史家であるTom Welleckは、アメリカ合衆国原子力規制委員会の公式ブログの記載事項で、この話は実際には都市伝説であり、その出来事の後に長い年月が経ってから現れたと主張した。
オークリッジ国立研究所 (ORNL) に由来する記事は、シカゴ・パイル原子炉の上にある、重力により炉心に落ちるとその原子炉を停止させる制御棒を吊り下げているロープを切るために、斧を準備している人を使うことによる初期の中性子の安全機構を引き合いに出して、SCRAMは、"safety cut rope axe man" の略語であることを示している。
具体的に、シカゴ大学のスタッグ・フィールドの下にあったシカゴ・パイル1号でマンハッタン計画のために働いていた技術者で、後にオークリッジ国立研究所の物理学の研究者になったWallace Koehlerは、伝えられているところによれば、エンリコ・フェルミがこの頭字語をその語句から作ったと言った。Koehlerはa rope-cutting control rod axe-manとしては務めなかったけれど、彼は、もし原子炉の期間がsub-optimal rangeに入ったときに、バケツ1杯の原子炉の中のカドミウム水溶液を捨てる責任を負っていた。
あの日にシカゴ・パイルにいたLeona Marshall Libbyは、SCRAMがVolney Wilsonの造語であると回想した。
[T]he safety rods were coated with cadmium foil, and this metal absorbed so many neutrons that the chain reaction was stopped. Volney Wilson called these "scram" rods. He said that the pile had "scrammed", the rods had "scrammed" into the pile.その安全棒はカドミウムの箔で覆われており、この箔が連鎖反応が止まる程度に大量の中性子を吸収するようになっていた。Volney Wilsonはこれらの安全棒を"scram" rodsと呼んだ。彼は、パイルが "scramした"とか 棒がパイルへ"scramした"と表現した。

## 日本で試験以外で起きた原子炉スクラムの一覧
- 1991年2月9日 - 美浜発電所（伝熱管破断による。事故により緊急炉心冷却装置が日本では初めて作動した。）
- 2007年7月16日 - 柏崎刈羽原発（新潟中越沖地震による）
- 2011年3月11日 - 福島第一原子力発電所
- 2023年1月30日- 高浜発電所4号機 (PR中性子束急減を感知したため作動)